# Oberhausen (Schleiden)
Oberhausen ist ein Stadtteil im Süden von Schleiden im nordrhein-westfälischen Kreis Euskirchen. Der Ort wird von der Olef durchflossen und liegt inmitten des Forstes Schleiden. Im Ort münden unter anderem Rinkenbach, Holzbach, Scheidebach und Hellesbach in die Olef. Mit rund 840 Einwohnern ist es der fünftgrößte Ort im Stadtgebiet Schleiden.

## Geschichte
Oberhausen gehörte seit Jahrhunderten zum Schleidener Besitz der Edelherren. Die Ersterwähnung war 1438. Damals lag der Fokus auf der Verarbeitung von Eisenerz im Oleftal. Die Hütte und der Hammer von Schleiden-Oberhausen lagen im Bereich des heutigen Dorfplatzes (Zöllerplatz). Seit 1986 sind der Zöllerplatz und die Straße An der Ley als Denkmalbereich unter Schutz gestellt.
Aufgrund des § 9 des Aachen-Gesetzes wurde der Ort am 1. Januar 1972 in die neue Stadt Schleiden eingemeindet.

## Infrastruktur
Oberhausen verfügt über eine Kirche St. Josef, einen Sportplatz, ein Feuerwehrhaus und ein Bürgerhaus sowie einen Kindergarten.

### Verkehr
Durch Oberhausen verläuft die B 265. Die nächsten Autobahnanschlussstellen sind Nettersheim auf der A 1 in 25 km und Aachen-Lichtenbusch auf der A 44 in 44 km sowie St. Vith-Nord an der belgischen A27 in 46 km Entfernung.
Die VRS-Buslinien 829 und SB81 der RVK verbinden den Ort mit Schleiden, Hellenthal und Kall.
| Linie | Verlauf |
| ----- | --- |
| 829   | (Kall Bf – Kall Gemünder Str – Anstois – Gemünd – Nierfeld – Olef –) Schleiden – Oberhausen – Blumenthal – Hellenthal           |
| SB81  | Schnellbus: Kall Bf – Kall Gemünder Str – Anstois – Gemünd – Nierfeld – Olef – Schleiden – Oberhausen – Blumenthal – Hellenthal |

In Oberhausen liegt ein Haltepunkt der Oleftalbahn. Er wurde im Herbst 2010 reaktiviert und wird seitdem von der RSE am Wochenende bedient.